# 法蘭克福車站

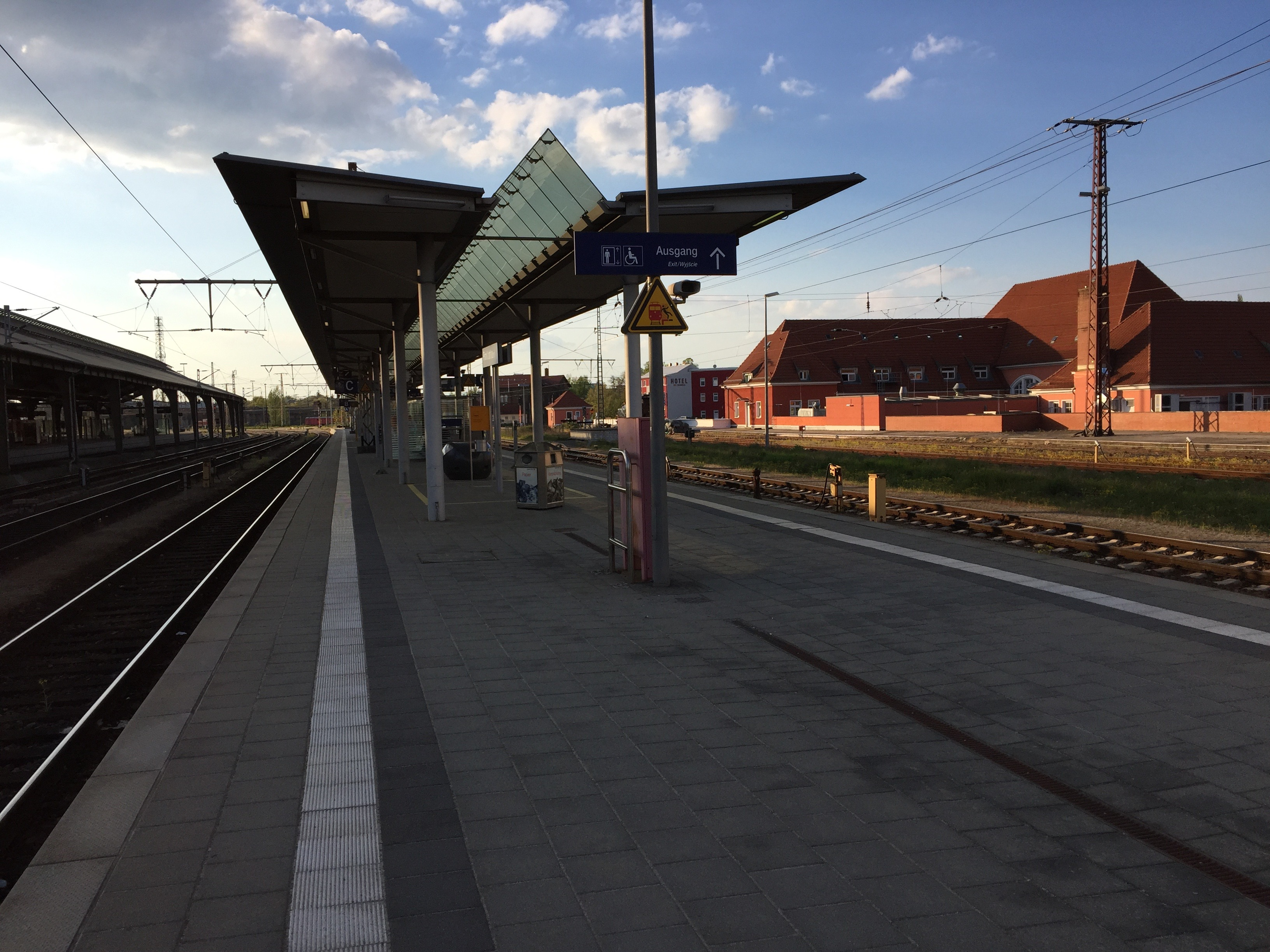
車站月台

法蘭克福車站（德語：Bahnhof Frankfurt (Oder)）是德國布蘭登堡邦奧得河畔法蘭克福的主要鐵路車站。車站啟用於1842年9月23日，現有車站建築完成於1923年。現為德國與波蘭邊境的一處主要車站。